# Dorado Schmitt
Dorado Schmitt (Saint-Avold, Lotharingen, 29 mei 1957) is een zigeuner jazz manouche gitarist, violist en componist. Hij begon met gitaarspelen toen hij 7 jaar oud was. In 1978 vormde hij het Dorado Trio, met Gino Reinhardt op bas en Hono Winterstein op slaggitaar.
Dorado Schmitts gehele jeugd werd hij omringd door muziek, in een familie die traditionele muziek in het hart droeg. Dorado nam de gitaar op toen hij zeven jaar oud was. In 1962/1963(?) begon zijn voorkeur uit te gaan naar pop- en rockmuziek, gespeeld door Santana of Jimi Hendrix. Dat botste echter met de smaak van zijn vader die muziek speelde van de grote Belgische gipsy jazzgitarist Django Reinhardt. Dorado begon Django's stijl te bestuderen en speelde zijn nummers na tot in de kleinste details. In 1978 leidde dit tot de oprichting van het Dorado Trio met collega-muzikanten Gino Reinhardt op contrabas en Hono Winterstein op gitaar.
Op 23 februari 1988 leek er een vroegtijdig einde gekomen te zijn aan zijn carrière toen hij met zijn auto betrokken raakte in een zwaar verkeersongeval. Hij lag 11 dagen in coma, maar slaagde er met veel wilskracht en twee maanden intensieve fysiotherapie in om in 1990 opnieuw met zijn band te beginnen. Vanaf dan speelde hij evenveel viool als gitaar, op een vergelijkbaar virtuoze manier.

## Discografie
- 1983: Hommage à la Romenes prod. by Dr. Dieter Massion (Dima Media, LC 10757)
- 1986: Notre histoire - Blue Flame LC 8593
- 1993: Latcho Drom (Filmmuziek) - La Bande Son Distribution Virgin
- 1993: Gipsy Réunion, met Patrick Saussois en Tchavolo Schmitt - Djazz Records Dam
- 1995: Parisienne, met Stan Laferrière, Gino Reinhardt en Hono Winterstein - Djazz Records Dam
- 2002: Djieske van Samson Schmitt met Dorado Schmitt - EMD 0201
- 2004: Rendez-vous, met de violist Pierre Blanchard (Le Chant du Monde / Harmonia Mundi)
- 2005: Dorado SINGS, met Pierre-Alain Goualch, Ludovic Beier, Gautier Laurent en Franck Agulhon - (EMD 0501)
- 2009: Family - Disques Dreyfuss Jazz; Fragmenten te beluisteren op disquesdreyfus.com/catalogue

## Bron
- Dorado Schmitt, guitar, violin, composition

- Bibliothèque nationale de France: cb14012070k (data)
- Gemeinsame Normdatei: 135454611
- International Standard Name Identifier: 0000 0000 5518 7096
- Library of Congress Control Number: no2005027211
- MusicBrainz: d538fa6a-8a52-4464-8106-cfc9242ed5dd
- Système universitaire de documentation: 082333955
- Virtual International Authority File: 59281550
- WorldCat: E39PBJyRDw6TgkcJgDdMFqk4bd